# Paweł Kuczyński (reżyser)
Paweł Janusz Kuczyński (ur. 28 maja 1955 w Warszawie)  – polski reżyser filmowy, producent, scenarzysta, wykładowca i pedagog, doktor sztuki filmowej.

## Życiorys
Syn profesorów filozofii – Alicji i Janusza Kuczyńskich. W szkole średniej laureat olimpiady polonistycznej. Przez rok studiował filozofię na Uniwersytecie Warszawskim. Absolwent reżyserii filmowej na PWSFTviT w Łodzi w roku 1979 (dyplom magistra w 1991, doktorat w 2011). W latach 2004–2017 wykładowca na SWPS w Warszawie.    

### Pobyt w USA
Od 1981 przebywał przez dwadzieścia lat w Stanach Zjednoczonych. Stypendysta IREX oraz Rockefeller Foundation. Asystent Mariana Marzyńskiego na Governors State University, Illinois. Producent w USC School of Cinematic Arts,  University of Southern California.  
Uczestnik projektu CBS TV Reality Programming Workshop w American Film Institute (pod kierownictwem Alana Landsburga).
W latach 90. prowadził w Los Angeles autorskie kursy „Film Directing Lab”.  

### Twórczość
Kino Pawła Kuczyńskiego widocznie akcentuje problematykę relacji między środkami warsztatu filmowego a abstrakcyjnym myśleniem. 
Reżyser realizuje filmy dokumentalne o filozofach: Richard Shusterman, Marek Siemek, Bronisław Baczko, Zygmunt Bauman, Charles Brown, John Rensenbrink, Janusz Kuczyński. A także o artystach: Henryk Musiałowicz, Witold Lutosławski, Rachel Rosenthal.

## Wybrana filmografia
- 2022 The Man in Gold (Richard Shusterman)
- 2021  The Ontological Imperative  (John Rensenbrink – Green Party USA)
- 2018  Charlie and the Common Good  (Greg Schneider oraz Charles Brown)
- 2016 Philosophical Encounters with Richard Shusterman
- 2017 Widok z Katedry  (Marek Siemek i Bronisław Baczko)
- 2014 Escaping Russia (Stanley Opałka)
- 2012  Lawnswood Gardens  (Zygmunt Bauman)
- 2008  Czerwone z Czarnym (Henryk Musiałowicz)
- 2005 Fenomenologia Prawdy (Sakiko Yamaoka i Krzysztof Janczar)
- 2004 Light Denied (Małgorzata Zajączkowska i Krzysztof Janczar)
- 2003 Raj Filozofa (Janusz Kuczyński)
- 2000 Here Comes Huffamoose (współreżyser: Chris Richter)
- 1997 Rachel’s Quest (Rachela Rosenthal)
- 1995 Reunion (współreżyser: Chuck Workman)
- 1988 Reading Planet (serial Sci-Fi, 4 odcinki)
- 1983 Open Rehearsals with Witold Lutoslawski
- 1981 Yokohama (na podstawie książki Józefa Hena)

## Działalność internetowa
Od 2009 prowadzi bloga Deaf Ears Madness. Wpisy na blogu stanowią przemyślenia reżysera dotyczące filmów i kinematografii w ogóle.
Od roku 2020 Paweł Kuczyński prowadzi w serwisie YouTube kanał Thinking Camera, gdzie w formie vlogowych odcinków przekazuje swoje refleksje na temat filmu i kina. W tymże formacie eksploruje również zagadnienia społeczne oraz przekazuje treści edukacyjne z zakresu teorii filmu.